# Andreas Krautscheid

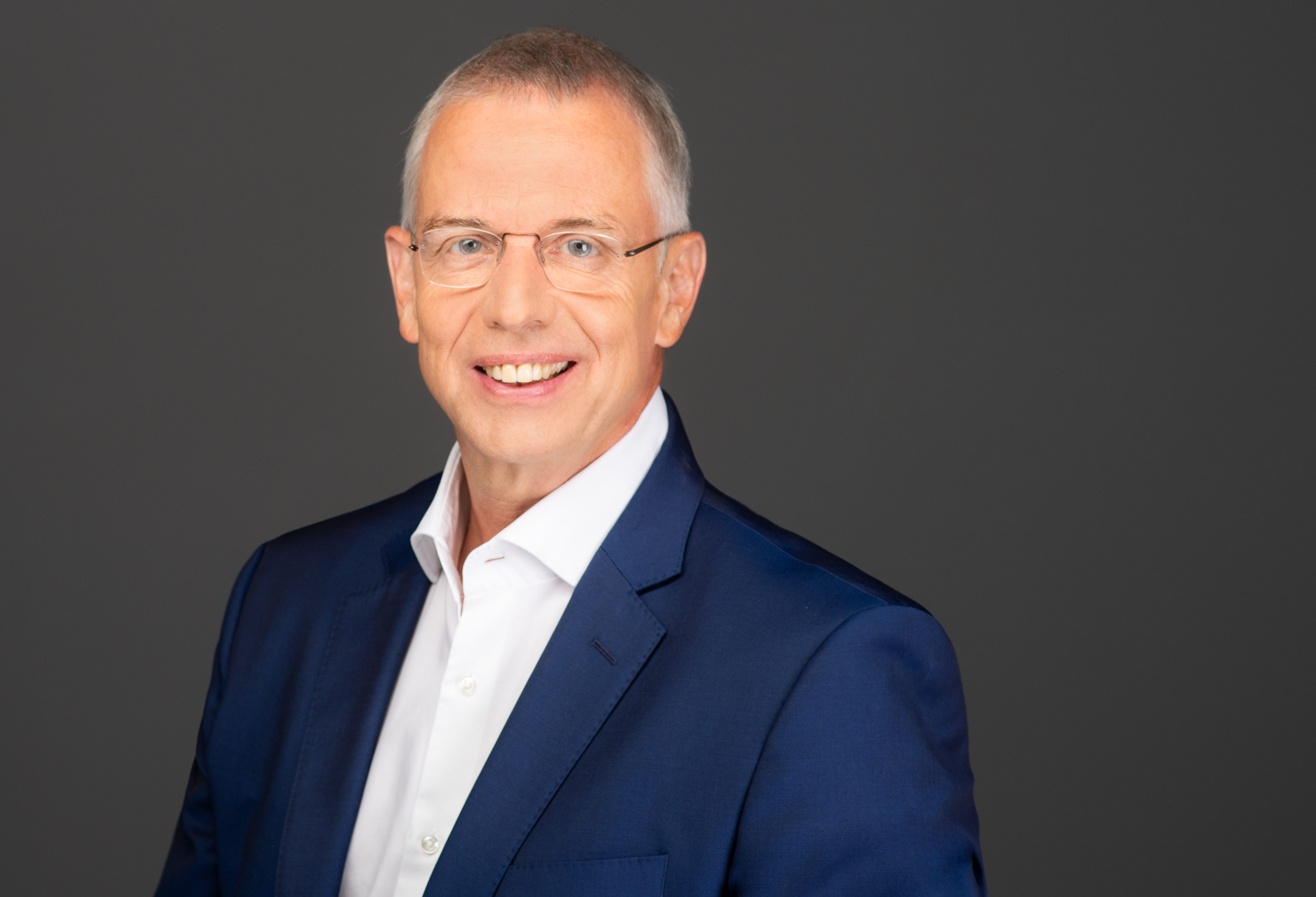
Andreas Krautscheid, Hauptgeschäftsführer des Bundesverbandes deutscher Banken e. V.

Andreas Krautscheid (* 11. Februar 1961 in Wissen) ist ein deutscher Manager und ehemaliger Politiker (CDU). Er war Mitglied im Deutschen Bundestag, im Bundesrat und im Landtag von Nordrhein-Westfalen. Dort war Krautscheid zunächst Staatssekretär und dann von 2007 bis 2010 Mitglied des Kabinett Rüttgers als Minister für Bundesangelegenheiten, Europa und Medien. Im Jahr 2010 war er Generalsekretär der nordrhein-westfälischen CDU. Im März 2011 wechselte er in den Bundesverband deutscher Banken.

## Leben

### Ausbildung und Beruf
Nach dem Abitur am Siegtal-Gymnasium in seinem Heimatort Eitorf 1979 und dem Wehrdienst begann Krautscheid als Stipendiat der Konrad-Adenauer-Stiftung ein Studium der Rechtswissenschaften und politischen Wissenschaften an der Rheinischen Friedrich-Wilhelms-Universität Bonn. 1988 machte er das erste juristische Staatsexamen. 1988/89 arbeitete er im Bundesamt für Zivildienst. Von 1989 bis 1991 folgte eine Referendarausbildung in Köln, Dresden und London, 1992 die Zweite juristische Staatsprüfung und die Zulassung als Rechtsanwalt. Wenig später trat Krautscheid einer Bonner Anwaltskanzlei bei.
Von 1992 bis 1994 arbeitete er als stellvertretender Sprecher der CDU Deutschlands im Bonner Konrad-Adenauer-Haus unter dem damaligen CDU-Bundesvorsitzenden Helmut Kohl und Generalsekretär Peter Hintze.
Nach seiner Tätigkeit als Bundestagsabgeordneter von 1994 bis 1998 wechselte er in die Wirtschaft. Von 1999 bis 2002 war Krautscheid Konzernsprecher des Baustoffunternehmens Readymix AG (heute CEMEX Deutschland), dazu von 2000 bis 2002 Lehrbeauftragter für Medienrecht an der Fachhochschule Bonn/Rhein-Sieg. Ab 2002 leitete er bei der Deutschen Telekom in Bonn die politische Kommunikation, 2005 bis 2006 war er bei T-Systems beschäftigt.
Von 2006 bis 2010 gehörte Krautscheid in verschiedenen Funktionen der Regierung von NRW an. 2010 fungierte er als Generalsekretär der CDU NRW und war (bis 2011) Mitglied des Landtages.
Vom 1. März 2011 bis Ende 2017 war Krautscheid Mitglied der Hauptgeschäftsführung beim Bundesverband deutscher Banken in Berlin; seit dem 1. Januar 2018 war er – zusammen mit Christian Ossig – Hauptgeschäftsführer des Bankenverbandes und Mitglied des Vorstandes. Am 21. Januar 2022 gab er seinen Austritt zum Februar 2022 bekannt.

### Minister im Kabinett Rüttgers
Von 2006 bis 23. Oktober 2007 war Krautscheid unter Ministerpräsident Jürgen Rüttgers Mitglied der Regierung in NRW als Regierungssprecher der Landesregierung und Staatssekretär für Medien.
Am 24. Oktober 2007 wurde Krautscheid Minister für Bundesangelegenheiten, Europa und Medien des Landes Nordrhein-Westfalen (zunächst unter der Bezeichnung Minister für Bundes- und Europaangelegenheiten), er wurde damit Nachfolger von Michael Breuer, der von diesem Amt zurücktrat, nachdem er zum Präsidenten des Rheinischen Sparkassen- und Giroverbandes gewählt wurde. Im März 2010 gab Krautscheid seinerseits das Ministeramt ab und wurde als Nachfolger von Hendrik Wüst zum neuen Generalsekretär der CDU NRW gewählt.

### Partei
Krautscheid trat 1976 in die Junge Union und 1980 in die CDU ein. 1988 trat er in die Christlich-Demokratische Arbeitnehmerschaft (CDA) ein. Von 1992 bis 1994 war er stellvertretender Sprecher der CDU Deutschlands.
Auf lokaler Ebene wurde er 1992 zum stellvertretenden Kreisvorsitzenden der CDU Rhein-Sieg gewählt, von 1998 bis 2010 hatte er den Parteivorsitz inne. Krautscheid war zudem langjährig Mitglied im Bezirksvorstand der CDU Mittelrhein sowie zeitweilig Mitglied des Landesvorstandes.
Infolge der Sponsoren-Affäre der nordrhein-westfälischen CDU trat Generalsekretär Hendrik Wüst im Februar 2010 von seinem Amt zurück. Der Landesvorsitzende und Ministerpräsident Rüttgers schlug daraufhin Krautscheid als dessen Nachfolger vor. Zunächst kommissarisch im Amt, wurde Krautscheid auf dem CDU-Landesparteitag am 20. März 2010 in Münster mit 99,5 Prozent der abgegebenen gültigen Stimmen offiziell zum neuen Generalsekretär der Landes-CDU gewählt.
Nach der Wahlniederlage der CDU bei der Landtagswahl in Nordrhein-Westfalen 2010 hatte er eine wichtige Rolle bei der Frage, wer neuer CDU-Landes- und Fraktionsvorsitzender wird; er galt auch selbst als möglicher Kandidat für beide Positionen, verzichtete aber jeweils zugunsten von Karl-Josef Laumann (Fraktionsvorsitz) und Armin Laschet, dessen Bewerbung um den Parteivorsitz er unterstützte.
Nachdem Laschet bei einer Mitgliederbefragung zum CDU-Landesvorsitz Bundesumweltminister Norbert Röttgen deutlich unterlag, schlug dieser nicht mehr Krautscheid, sondern Oliver Wittke als Generalsekretär vor. Entsprechend schied Krautscheid auf dem Landesparteitag der CDU Nordrhein-Westfalen am 6. November 2010 aus seinem Amt aus. Krautscheid kündigte kurz darauf seinen vollständigen Rückzug von allen Parteiämtern und den Wechsel in die Wirtschaft an.

### Abgeordneter
Vom 10. November 1994 bis zum 26. Oktober 1998 war er für den Bundestagswahlkreis Rhein-Sieg-Kreis I als direkt gewählter Abgeordneter Mitglied des Deutschen Bundestages. In dieser Zeit war er Mitglied des Verteidigungsausschusses, stellv. Mitglied des Auswärtigen Ausschusses und Obmann der CDU/CSU-Fraktion im Unterausschuss Menschenrechte und Humanitäre Hilfe. In der folgenden Wahlperiode unterlag er Uwe Göllner, dem Kandidaten der SPD.
Bei der Landtagswahl in Nordrhein-Westfalen 2010 wurde er für den Landtagswahlkreis Rhein-Sieg-Kreis I in den Landtag von Nordrhein-Westfalen gewählt, dem er ab dem 9. Juni angehörte. Wie am 10. November 2010 bekanntgegeben, legte er sein Mandat am 28. Februar 2011 nieder, um stellvertretender Hauptgeschäftsführer des Bundesverbands deutscher Banken zu werden. Für ihn rückte die frühere Landtagspräsidentin Regina van Dinther in den Landtag nach.

### Sonstiges
Krautscheid ist Mitglied von CDU und CDA, in der Atlantikbrücke, der Deutschen Gesellschaft für Auswärtige Politik, der Deutsch-Britischen Gesellschaft, der Deutsch-Amerikanischen Juristen-Vereinigung, der Deutschen Parlamentarischen Gesellschaft, des Innovators Clubs des Deutschen Städte- und Gemeindebundes, des Wirtschaftsrats der CDU, des Bundesfachausschusses Wirtschaft, Arbeitsplätze und Steuern der CDU und bei Amnesty International. Er sitzt, jeweils als Mitglied, in den Kuratorien des Instituts für Medienpolitik (IfM) und des Instituts für Europäische Politik. Krautscheid ist Beirat der Quadriga Hochschule. Er ist Vorsitzender des Beirats des Bank-Verlages.

### Privatleben
Andreas Krautscheid ist verheiratet und hat zwei Kinder (Zwillinge). Er ist Mitglied des 1. FC Köln.